# Kinks Kollekted
Kinks Kollekted is een compilatiealbum van The Kinks uitgebracht door Universal in 2011. CD.1 geeft een overzicht van de bekendste tracks van The Kinks uit de periode 1964 - 1970, CD.2 uit de periode 1969 - 1989 en CD.3 bevat albumtracks, rarities en B-kantjes.
Veel nummers van voor 1970 zijn in echt stereo te beluisteren, pas daarna werd alles in stereo gemixt.

## Tracks CD.1
- "You Really Got Me"
- "All Day and All of the Night"
- "Tired of Waiting for You"
- "Set Me Free"
- "See My Friend"
- "Till the End of the Day"
- "Dedicated Follower Of Fashion"
- "A Well Respected Man"
- "Sunny Afternoon"
- "Dandy"
- "Dead End Street"
- "Mr. Pleasant"
- "Waterloo Sunset" (stereo)
- "Death of a Clown" (Dave Davies - stereo album version)
- "Autumn Almanac"
- "Susannah's Still Alive" (Dave Davies)
- "Lincoln County" (Dave Davies)
- "Wonderboy"
- "Days" (stereo)
- "Startruck" (stereo)
- "Plastic Man"
- "Drivin'" (stereo)
- "Victoria" (stereo)
- "Apeman"
- "Lola" (stereo Coca-Cola version)

## Tracks CD.2
- "Shangri-la"
- "Supersonic Rocket Ship"
- "Celluloid Heroes"
- "Sitting In The Midday Sun"
- "Sweet Lady Genevieve"
- "Mirror Of Love"
- "No More Looking Back"
- "Sleepwalker"
- "Juke Box Music"
- "A Rock 'N' roll Fantasy"
- "Father Christman"
- "(Wish I Could Fly Like) Superman"
- "Better Things"
- "Come Dancing"
- "Don't Forget To Dance"
- "Do It Again"
- "How Are You"
- "How Do I Get Close"

## Tracks CD.3
- "Where have all the good times gone"
- "This Strange Effect" (live)
- "I Go to Sleep" (demo voor The Pretenders)
- "I'm Not Like Everybody Else"
- "Don't Ever Change"
- "Sitting On My Sofa"
- "This Is Were I Belong"
- "David Watts"
- "Picture Book"
- "The Village Green Preservation Society"
- "Muswell Hillbilly"
- "Twentieth Century Man"
- "Alcohol" (live)
- "Sitting In My Hotel"
- "Underneath The Neon Sign"
- "Brother"
- "Misfits"
- "Art lover"
- "Living On A Thin Line"
- "To The Bone"

## Hitnotering

### NederlandseAlbum Top 100
| Hitnotering: 20-08-2011 t/m 29-10-2011 | Hitnotering: 20-08-2011 t/m 29-10-2011 | Hitnotering: 20-08-2011 t/m 29-10-2011 | Hitnotering: 20-08-2011 t/m 29-10-2011 | Hitnotering: 20-08-2011 t/m 29-10-2011 | Hitnotering: 20-08-2011 t/m 29-10-2011 | Hitnotering: 20-08-2011 t/m 29-10-2011 | Hitnotering: 20-08-2011 t/m 29-10-2011 | Hitnotering: 20-08-2011 t/m 29-10-2011 | Hitnotering: 20-08-2011 t/m 29-10-2011 | Hitnotering: 20-08-2011 t/m 29-10-2011 | Hitnotering: 20-08-2011 t/m 29-10-2011 | Hitnotering: 20-08-2011 t/m 29-10-2011 |
| Week:                                  | 1                                      | 2                                      | 3                                      | 4                                      | 5                                      | 6                                      | 7                                      | 8                                      | 9                                      | 10                                     | 11                                     |                                        |
| -------------------------------------- | -------------------------------------- | -------------------------------------- | -------------------------------------- | -------------------------------------- | -------------------------------------- | -------------------------------------- | -------------------------------------- | -------------------------------------- | -------------------------------------- | -------------------------------------- | -------------------------------------- | -------------------------------------- |
| Positie:                               | 18                                     | 10                                     | 13                                     | 23                                     | 35                                     | 50                                     | 81                                     | 88                                     | 96                                     | 97                                     | 89                                     | uit                                    |